# Grande Prêmio de Road America
O Grande Prêmio de Road America (em inglês: Grand Prix of Road America) é um evento da IndyCar Series realizado no circuito convencional permanente de Road America em Elkhart Lake, Wisconsin. A primeira corrida realizou-se em 1982. Habitualmente no mesmo fim de semana competem as 3 categorias de suporte da Road to Indy e o GT World Challenge America para além da corrida principal.

## História
A primeira grande corrida de monolugares em Road America foi a USAC/SCCA Formula 5000 (Campeonato Continental SCCA) realizada de 1974 a 1976.
A CART Indy Car Series visitou Road America pela primeira vez em 1982. Road America foi uma das várias corridas de circuitos convencionais e citadinos que foram adicionadas ao campeonato durante a década de 1980. Imediatamente, a corrida se tornou um evento popular, em grande parte devido à natureza desafiante, competitiva e pitoresca do percurso. Junto com Milwaukee, a série CART por muitos anos apresentou duas corridas anuais no estado de Wisconsin.
Desde o seu início, Road America tem sido a pista mais longa utilizada no circuito de carros da Indy. Com 6,515 km, o consumo de combustível tem sido um fator decisivo em muitas corridas. Em mais de uma ocasião, os competidores ficaram sem combustível à vista da vitória, o que ocasionalmente levou a vencedores surpreendentes. Em alguns anos, a chuva tem sido um factor, acrescentando novamente um desafio difícil até mesmo para os condutores mais experientes.
Ao longo de quase toda a sua história como parte do calendário da série CART/CCWS, a corrida foi marcada para agosto ou setembro, geralmente no final da temporada. A corrida muitas vezes foi crucial na busca pelo campeonato. A corrida começou como uma corrida de 50 voltas/200 milhas, mas foi posteriormente prolongada. Apenas em 2007, a corrida foi disputada em um fim de semana duplo com o ALMS Road America 500.
As altas velocidades obtidas no percurso causaram vários acidentes graves. AJ Foyt saiu na primeira curva em 1990 e quase encerrou sua carreira devido a graves lesões nas pernas e tornozelos. Durante uma sessão de testes em 2006, Cristiano da Matta atropelou um cervo, sofrendo um hematoma subdural. Katherine Legge sofreu uma das quedas mais graves durante a corrida de 2006. o carro perdeu uma asa traseira ao entrar no gancho da curva 11 e capotou na cerca.

## Resultados
| Ano                    | Piloto                   | Equipa                      | Chassis                | Motor                  | Distância              | Distância              | Duração                |                        |                        |                        |                        |               |
| Ano                    | Piloto                   | Equipa                      | Chassis                | Motor                  | Voltas                 | Milhas (km)            | Duração                |                        |                        |                        |                        |               |
| USAC/SCCA Formula 5000 | USAC/SCCA Formula 5000   | USAC/SCCA Formula 5000      | USAC/SCCA Formula 5000 | USAC/SCCA Formula 5000 | USAC/SCCA Formula 5000 | USAC/SCCA Formula 5000 | USAC/SCCA Formula 5000 | USAC/SCCA Formula 5000 | USAC/SCCA Formula 5000 | USAC/SCCA Formula 5000 | USAC/SCCA Formula 5000 |               |
| ---------------------- | ------------------------ | --------------------------- | ---------------------- | ---------------------- | ---------------------- | ---------------------- | ---------------------- | ---------------------- | ---------------------- | ---------------------- | ---------------------- | ------------- |
| 1974                   | Mario Andretti           | Vel's Parnelli Jones Racing | Lola                   | Chevrolet              | 25                     | 100 (160.93)           | 0:53:02                |                        |                        |                        |                        |               |
| 1975                   | Mario Andretti           | Vel's Parnelli Jones Racing | Lola                   | Chevrolet              | 25                     | 100 (160.93)           | 0:54:22                |                        |                        |                        |                        |               |
| 1976                   | Jackie Oliver            | Phoenix Racing              | Shadow                 | Dodge                  | 25                     | 100 (160.93)           | 0:58:29                |                        |                        |                        |                        |               |
| 1976                   | Brian Redman             | Haas/Hall Racing            | Lola                   | Chevrolet              | 20                     | 80 (128.75)            | 0:42:59                |                        |                        |                        |                        |               |
| 1976                   | Vern Schuppan            | Jorgensen Steel             | Lola                   | Chevrolet              | 25                     | 100 (160.93)           | 0:54:38                |                        |                        |                        |                        |               |
| 1977 – 1981            | Não realizado            | Não realizado               | Não realizado          | Não realizado          | Não realizado          | Não realizado          | Não realizado          | Não realizado          | Não realizado          | Não realizado          | Não realizado          | Não realizado |
| CART/Champ Car         |                          |                             |                        |                        |                        |                        |                        |                        |                        |                        |                        |               |
| 1982                   | Héctor Rebaque           | Forsythe Racing             | March                  | Cosworth               | 50                     | 200 (321.868)          | 1:49:56                |                        |                        |                        |                        |               |
| 1983                   | Mario Andretti           | Newman/Haas Racing          | Lola                   | Cosworth               | 50                     | 200 (321.868)          | 2:00:42                |                        |                        |                        |                        |               |
| 1984                   | Mario Andretti           | Newman/Haas Racing          | Lola                   | Cosworth               | 50                     | 200 (321.868)          | 1:43:08                |                        |                        |                        |                        |               |
| 1985                   | Jacques Villeneuve (Sr.) | Canadian Tire Racing        | March                  | Cosworth               | 50                     | 200 (321.868)          | 1:45:12                |                        |                        |                        |                        |               |
| 1986                   | Emerson Fittipaldi       | Patrick Racing              | March                  | Cosworth               | 50                     | 200 (321.868)          | 2:26:42                |                        |                        |                        |                        |               |
| 1987                   | Mario Andretti           | Newman/Haas Racing          | Lola                   | Chevrolet              | 50                     | 200 (321.868)          | 1:39:52                |                        |                        |                        |                        |               |
| 1988                   | Emerson Fittipaldi       | Patrick Racing              | Lola                   | Chevrolet              | 50                     | 200 (321.868)          | 1:38:11                |                        |                        |                        |                        |               |
| 1989                   | Danny Sullivan           | Penske Racing               | Penske                 | Chevrolet              | 50                     | 200 (321.868)          | 1:37:43                |                        |                        |                        |                        |               |
| 1990                   | Michael Andretti         | Newman/Haas Racing          | Lola                   | Chevrolet              | 50                     | 200 (321.868)          | 1:53:00                |                        |                        |                        |                        |               |
| 1991                   | Michael Andretti         | Newman/Haas Racing          | Lola                   | Chevrolet              | 50                     | 200 (321.868)          | 1:35:05                |                        |                        |                        |                        |               |
| 1992                   | Emerson Fittipaldi       | Penske Racing               | Penske                 | Chevrolet-Ilmor        | 50                     | 200 (321.868)          | 1:48:26                |                        |                        |                        |                        |               |
| 1993                   | Paul Tracy               | Penske Racing               | Penske                 | Chevrolet-Ilmor        | 50                     | 200 (321.868)          | 1:41:20                |                        |                        |                        |                        |               |
| 1994                   | Jacques Villeneuve       | Forsythe/Green Racing       | Reynard                | Ford-Cosworth          | 50                     | 200 (321.868)          | 1:42:37                |                        |                        |                        |                        |               |
| 1995                   | Jacques Villeneuve       | Team Green                  | Reynard                | Ford-Cosworth          | 50                     | 200 (321.868)          | 1:55:29                |                        |                        |                        |                        |               |
| 1996                   | Michael Andretti         | Newman/Haas Racing          | Lola                   | Ford-Cosworth          | 50                     | 200 (321.868)          | 1:56:33                |                        |                        |                        |                        |               |
| 1997                   | Alex Zanardi             | Chip Ganassi Racing         | Reynard                | Honda                  | 50                     | 202.4 (325.731)        | 1:57:54                |                        |                        |                        |                        |               |
| 1998                   | Dario Franchitti         | Team KOOL Green             | Reynard                | Honda                  | 50                     | 202.4 (325.731)        | 1:35:30                |                        |                        |                        |                        |               |
| 1999                   | Christian Fittipaldi     | Newman/Haas Racing          | Swift                  | Ford-Cosworth          | 55                     | 222.64 (358.304)       | 1:37:00                |                        |                        |                        |                        |               |
| 2000                   | Paul Tracy               | Team Green                  | Reynard                | Honda                  | 55                     | 222.64 (358.304)       | 1:37:53                |                        |                        |                        |                        |               |
| 2001                   | Bruno Junqueira          | Chip Ganassi Racing         | Lola                   | Toyota                 | 45*                    | 182.16 (293.158)       | 2:00:28                |                        |                        |                        |                        |               |
| 2002                   | Cristiano da Matta       | Newman/Haas Racing          | Lola                   | Toyota                 | 60                     | 242.88 (390.877)       | 1:56:43                |                        |                        |                        |                        |               |
| 2003                   | Bruno Junqueira          | Newman/Haas Racing          | Lola                   | Ford-Cosworth          | 34*                    | 137.632 (221.497)      | 1:35:28                |                        |                        |                        |                        |               |
| 2004                   | Alex Tagliani            | Rocketsports                | Lola                   | Ford-Cosworth          | 48*                    | 194.304 (312.701)      | 1:45:07                |                        |                        |                        |                        |               |
| 2005                   | Não realizado            | Não realizado               | Não realizado          | Não realizado          | Não realizado          | Não realizado          | Não realizado          | Não realizado          | Não realizado          | Não realizado          | Não realizado          |               |
| 2006                   | A. J. Allmendinger       | Forsythe Racing             | Lola                   | Ford-Cosworth          | 51                     | 206.448 (332.245)      | 1:54:43                |                        |                        |                        |                        |               |
| 2007                   | Sébastien Bourdais       | Newman/Haas/Lanigan Racing  | Panoz                  | Cosworth               | 53                     | 214.544 (345.275)      | 1:40:58                |                        |                        |                        |                        |               |
| 2008 – 2015            | Não realizado            | Não realizado               | Não realizado          | Não realizado          | Não realizado          | Não realizado          | Não realizado          | Não realizado          | Não realizado          | Não realizado          | Não realizado          | Não realizado |
| IndyCar Series         |                          |                             |                        |                        |                        |                        |                        |                        |                        |                        |                        |               |
| 2016                   | Will Power               | Team Penske                 | Dallara                | Chevrolet              | 50                     | 202.4 (325.731)        | 1:39:10                |                        |                        |                        |                        |               |
| 2017                   | Scott Dixon              | Chip Ganassi Racing         | Dallara                | Honda                  | 55                     | 222.64 (358.304)       | 1:47:19                |                        |                        |                        |                        |               |
| 2018                   | Josef Newgarden          | Team Penske                 | Dallara                | Chevrolet              | 55                     | 222.64 (358.304)       | 1:40:16                |                        |                        |                        |                        |               |
| 2019                   | Alexander Rossi          | Andretti Autosport          | Dallara                | Honda                  | 55                     | 222.64 (358.304)       | 1:39:40                |                        |                        |                        |                        |               |
| 2020                   | Scott Dixon              | Chip Ganassi Racing         | Dallara                | Honda                  | 55                     | 222.64 (358.304)       | 1:54:09                |                        |                        |                        |                        |               |
| 2020                   | Felix Rosenqvist         | Chip Ganassi Racing         | Dallara                | Honda                  | 55                     | 222.64 (358.304)       | 1:51:22                |                        |                        |                        |                        |               |
| 2021                   | Álex Palou               | Chip Ganassi Racing         | Dallara                | Honda                  | 55                     | 222.64 (358.304)       | 1:50:55                |                        |                        |                        |                        |               |
| 2022                   | Josef Newgarden          | Team Penske                 | Dallara                | Chevrolet              | 55                     | 222.64 (358.304)       | 1:53:02                |                        |                        |                        |                        |               |
| 2023                   | Álex Palou               | Chip Ganassi Racing         | Dallara                | Honda                  | 55                     | 220.55 (354.94)        | 1:50:04                |                        |                        |                        |                        |               |